# Kwabena Mensah-Bonsu
Kwabena Mensah-Bonsu (* 7. Oktober 1944) ist ein ghanaischer Diplomat im Ruhestand.

## Ausbildung
1962 oder 1964 erlangte er die Hochschulreife an der Opoku Ware Senior High School sowie am Prempeh College in Kumasi. Im Anschluss studierte er Französisch und Spanisch und machte 1970 den Bachelor. Er studierte Öffentliche Verwaltung am Ghana Institute of Management and Public Administration und war Barrister der Ghana School of Law. Später folgte ein Aufbaustudium für Internationale Beziehungen am International Institute of Social Studies.

## Werdegang
Von Oktober 1970 bis Dezember 1984 war er im auswärtigen Dienst Ghanas an den Missionen in Ouagadougou und Kinshasa beschäftigt. 2001 wurde er zum Botschafter in Lomé (Togo) ernannt. Am 18. November 2004 war er Doyen des diplomatischen Corps und fand für den Wahlsieg von Gnassingbé Eyadéma das Wort „brillant“. Er ist verheiratet und hat drei Kinder.